# Бабушки
Бабу́шки — село в Україні, у Чуднівській міській територіальній громаді Житомирського району Житомирської області. Кількість населення становить 679 осіб (2001). У 1923—2018 роках — адміністративний центр однойменної сільської ради.

## Географія
Розташоване за 8 км від Чуднова та 4 км від залізничної станції Чуднів-Волинський.

## Населення
Станом на 1885 рік в селі мешкало 700 осіб, налічувалось 116 дворових господарств, за переписом 1897 року кількість мешканців зросла до 1 126 осіб (576 чоловічої статі та 550 — жіночої), з яких 1123 — православної віри.
Наприкінці 19 століття в селі нараховувалося 87 дворів та 1 053 мешканці, у 1906 році — 226 дворів та 1 203 мешканці.
Кількість населення, станом на 1923 рік, становила 1 715 осіб, кількість дворів — 396.
Відповідно до перепису населення СРСР, на 17 грудня 1926 року чисельність населення становила 1 740 осіб, з них за статтю: чоловіків — 852, жінок — 888; етнічний склад: українців — 1 721, інші — 19. Кількість домогосподарств — 360, з них, несільського типу — 6.
У 1972 році кількість мешканців становила 1 017 осіб, дворів — 359.
Відповідно до результатів перепису населення СРСР, кількість населення, станом на 12 січня 1989 року, становила 825 осіб. Станом на 5 грудня 2001 року, відповідно до перепису населення України, кількість мешканців села становила 679 осіб.

### Мова
Розподіл населення за рідною мовою за даними перепису 2001 року:
| Мова       | Відсоток |
| ---------- | -------- |
| українська | 98,23 %  |
| російська  | 1,62 %   |
| молдовська | 0,15 %   |

## Історія
Час заснування — 1606 рік. Згадується в люстрації Житомирського замку 1754 року як хутір, що перебував у посесії Гомолинського, сплачував 13 злотих 7,5 грошів до замку та 53 злотих — до скарбу. Належало князям Острозьким, після 1753 року перебувало у власності Любомирських, Понінського, Прола Потоцького, М'ясківських та Козаревичів.
Станом на 1885 рік — колишнє власницьке село Карповецької волості Житомирського повіту Волинської губернії, існували православна церква та постоялий будинок.
Наприкінці 19 століття — село П'ятківської волості Житомирського повіту, за 58 верст від Житомира, 7 верст від Чуднова та 3 версти від залізничної станції Вільшанка; лежало над ставом, біля залізниці. Дерев'яну церкву Казанської ікони Богоматері збудовано 1767 року, реконструйовано у 1861 році. Їй належало 78 десятин землі, від 1872 року діяла церковна школа, збудована за кошти парафіян. Великим землевласником був полковник Давидовський.
В 1906 році — село в складі П'ятківської волості (3-го стану) Житомирського повіту Волинської губернії. Відстань до повітового та губернського центру, м. Житомир, становила 52 версти, до волосної управи в міст. П'ятка — 15 верст. Найближче поштово-телеграфне відділення розташовувалось в м. Чуднів.
1923 року увійшло до складу новоствореної Бабушківської сільської ради, котра, від 7 березня 1923 року, стала частиною новоутвореного Чуднівського району Житомирської округи; адміністративний центр ради. 17 червня 1925 року Чуднівський район передано до складу Бердичівської округи. Відстань від населеного пункту до районного центру, міст. Чуднів, становила 8 верст, окружного центру, м. Бердичів — 35 верст, до найближчої залізничної станції (Чуднів) — 3 версти.
На фронтах Другої світової війни воювали 324 селян, з них 117 загинуло, 212 нагороджені орденами й медалями. На їх честь в селі споруджено пам'ятник.
В радянські часи в селі розміщувалася центральна садиба колгоспу, котрий мав у користуванні 2 637 земель, в тому числі 2 046 га ріллі. В господарстві вирощувалися зернові культури, було розвинуте м'ясо-молочне тваринництво та птахівництво. В селі були школа, будинок культури, дві бібліотеки, медпункт.
Від 30 грудня 1962 року до 8 грудня 1966 року село, разом з радою, перебувало в складі Бердичівського району Житомирської області.
11 липня 2018 року включене до складу новоствореної Чуднівської міської територіальної громади Чуднівського району Житмирської області. 19 липня 2020 року, разом з громадою, увійшло до складу новоствореного Житомирського району Житомирської області.